# إرغوكالسيفيرول
إرغوكالسيفيرول (بالإنجليزية: Ergocalciferol) أحد أشكال فيتامين (د) ويسمى أيضا فيتامين (د2) ويتم الحصول عليه من الفيوستيرول عندما تنشط الأشعة فوق البنفسجية مركب الإرغوستيرول، والذي يتشكل طبيعيا في الفطور والخمائر، وهو الشكل الأرخص والذي لا يستعمل عادة إلا عند الأشخاص الذين لا يستطيعون تفعيله كالرضع.

## الصفات
بللورات بيضاء أو عديمة اللون تنصهر بالدرجة 117, غير منحلة بالماء وتنحل بالكحول والزيوت الدسمة، وهي حساسة للهواء والضوء.

## الحرائك الدوائية
نصف العمر الحيوي 24 ساعة، يستمر تأثيره لمدة 6 أشهر. يبدأ التأثير بعد جرعة فموية أو عضلية ب 10-24 ساعة، وتظهر قمة التأثير بعد حوالي 4 أسابيع من استخدام جرعة يومية.

## المقايسة
تتم المقايسة باستخدام الاستشراب السائل عالي الأداء استشراب سائل عالي الأداء أو باستخدام جهاز التفريق اللوني الغازي GC.